# Deep Water - La folle regata
Deep water - La folle regata è un documentario del 2006 diretto da Louise Osmond e Jerry Rothwell.

## Trama
Viene narrato il tragico tentativo da parte di Donald Crowhurst di prendere parte alla prima edizione della Golden Globe Race organizzata dal Sunday Times nel 1968 sull'onda dell'entusiasmo dell'impresa di Francis Chichester. Senza esperienza, Crowhurst decise di compiere una regata in solitaria, circumnavigando la terra senza scalo, nella speranza di vincere il denaro messo in premio per risollevare la sua situazione economica.
Nelle immagini di repertorio della regata, sono presenti video di partecipanti come Bernard Moitessier, che abbandonò mentre si trovava alla conduzione della gara, e l'italiano Alex Carozzo, che fu il terzo a ritirarsi e nel documentario viene solamente citato come "l'italiano".

## Distribuzione
Il film è uscito nelle sale italiane 14 novembre 2008.

## Riconoscimenti
- Cinema. Festa internazionale di Roma 2006
  - Miglior documentario
- San Diego Film Critics Society Awards 2007
  - Miglior documentario